# Electrostrymon angelia
Electrostrymon angelia is een vlinder uit de familie van de Lycaenidae. De wetenschappelijke naam van de soort werd als Thecla angelia in 1874 gepubliceerd door William Chapman Hewitson.